# Onur Abaci

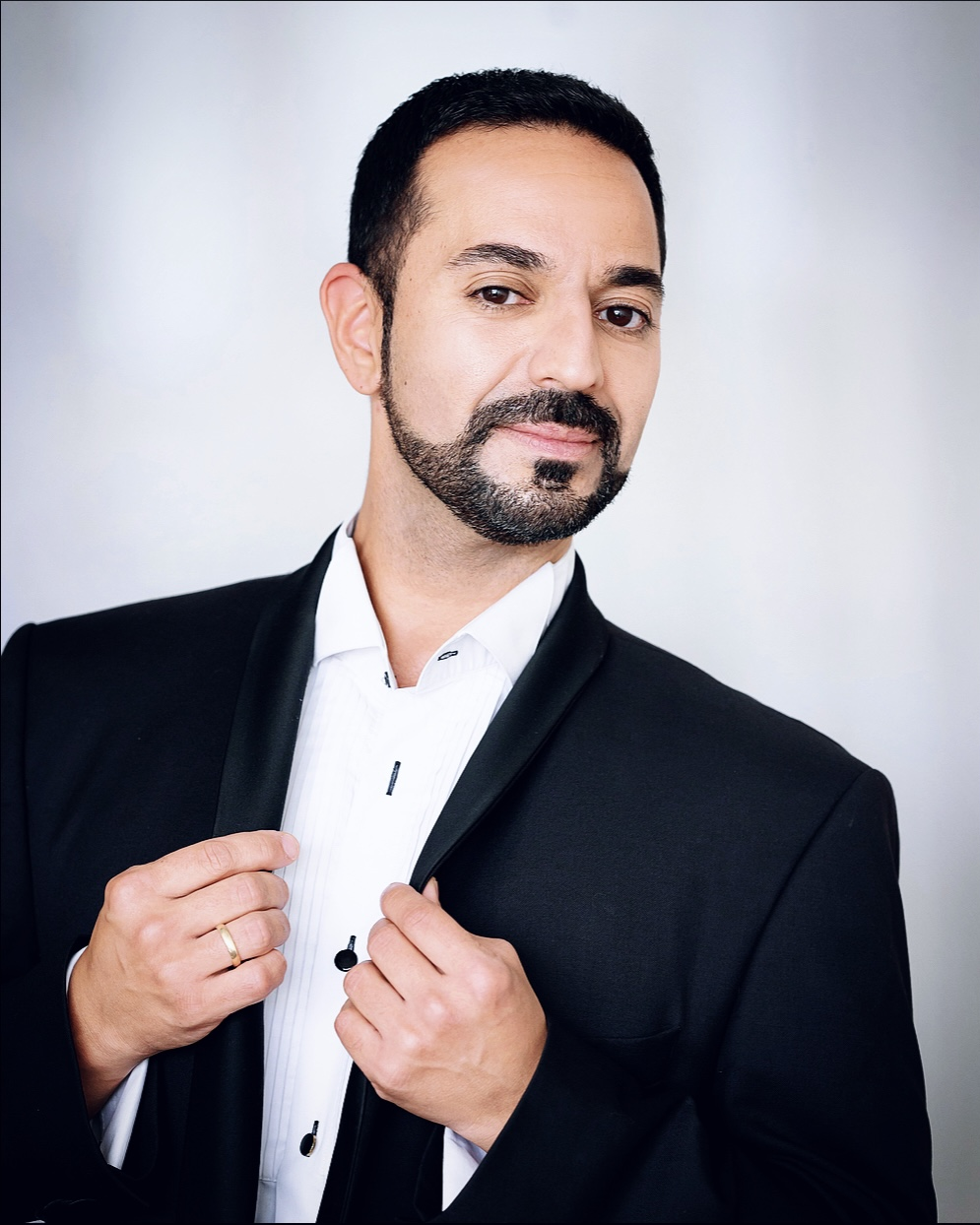
Sopranist Onur Abaci (2024)

Onur Abaci (* 22. September 1982 in Kelheim) ist ein türkisch-österreichischer Opern- und Konzertsänger (Sopranist). Sein Repertoire umfasst Partien vom frühen Barock bis zur zeitgenössischen Musik.

## Leben und Wirken

### Kindheit und Studium
Onur Abaci wuchs im niederbayerischen Neustadt an der Donau (Landkreis Kelheim) als jüngstes Kind einer türkischen Gastarbeiterfamilie auf. Seine musikalische Erstausbildung erhielt er an der örtlichen Musikschule, wo er zusammen mit seinen beiden Schwestern Klavierunterricht erhielt. Im Alter von 15 Jahren zog die Familie nach Istanbul, und Abaci legte das Abitur an einem deutschsprachigen Elite-Gymnasium in Bahcelievler (Bahcelievler Anadolu Lisesi) ab. Anschließend folgte ein Studium im Konzertfach Klavier an der Mimar Sinan Universität der Schönen Künste. 2006 nahm er ein Studium im Konzertfach Gesang bei Boris Bakow und Vyara Shuperlieva am Mozarteum in Salzburg auf. Er war der erste Stipendiat des CEV Istanbul (Cagdas Egitim Vakfi, Institut zur Förderung türkischer Hochbegabter im Bereich der Musik), das von türkischen Künstlern wie Fazil Say unterstützt wird. Nach seinem Bachelor-Abschluss setzte er sein Studium bei Josef Wallnig und Eike Gramss in Oper und Musiktheater fort. Seinen Master of Arts (M.A.) erwarb er 2014.

### Wirken als Opernsänger
Seine ersten professionellen Bühnenerfahrungen sammelte er bereits als Student in Salzburg in zwei Uraufführungen von Fausto Tuscano.
2010/2011 debütierte er am Saarländischen Staatstheater als Spirit und First Witch in der Oper Dido and Aeneas von Henry Purcell. Onur Abaci war Teilnehmer des „Young Artist Project“ bei den Innsbrucker Festwochen der Alten Musik 2011 und war hier als Satirino in Cavallis La Calisto zu erleben. 2013 wurde er für das „Young Singers Project“ der Salzburger Festspiele „Akademie Meistersinger“ ausgewählt und sang infolgedessen bei den Salzburger Festspielen einen Lehrbuben in Die Meistersinger von Nürnberg. In der Spielzeit 2012/2013 war Abaci festes Ensemblemitglied des Mannheimer Nationaltheaters, wo er als Lisimaco in Temistocle und Der Schwan in Orffs Carmina Burana zu hören war. Sein Debüt als Prinz Orlofsky in Die Fledermaus war an der Opera Mobile im Saarland und in Luxemburg. Er sang die Partien Falke/Hüter in Die Frau ohne Schatten in Saarbrücken sowie die Partie des Arbate in Mitridate, re di Ponto in Schwetzingen.
Weitere Einladungen beinhalteten den Sesto in Giulio Cesare in Egitto an der Hamburger Kammeroper Vafrillo in La Rosinda am Musiktheater Linz und Fürst Gogo in Le Grand Macabre am Schleswig-Holsteinischen Landestheater in Flensburg.
In der Spielzeit 2019/20 war Onur Abaci festes Ensemblemitglied am Theater Regensburg, wo er u. a. als Osmino in der Neuproduktion von La fida ninfa, als Ein Hirte in Tosca und als Orfeo/Euridice/Speranza in M’Orpheo nach Monteverdi zu erleben war. 2021 sang er die Partie des Luceio in La clemenza di Scipione am Landestheater Eisenach (Meininger Staatstheater) und kehrte 2022 für das Musical Chicago sowie für die Uraufführung der zeitgenössischen Oper WIR (Komponist Anton Lubchenko) an das Regensburger Theater zurück.
Abaci ist ein internationaler Konzertsänger. 2010 und 2012 wirkte er im Rahmen des Mannheimer Mozartsommers beim Abschlusskonzert „Schloss in Flammen“ mit. 2011 trat er am Nationaltheater in Maribor in einem Solo-Konzert mit dem Titel „Die Stimme der Kastraten“ auf. Im Jahr 2017 sang er im Rahmen eines Benefizkonzerts im Zorlu Performing Arts Center in Istanbul. Im Theater Regensburg trat er im Rahmen des 2. Sinfoniekonzerts im November 2019 auf und eröffnete mit der Meininger Hofkapelle die Saison 2021.
Der Sopranist wurde im Jahr 2021 in die Fernsehsendung Die Grenzgänger im Bayerischen Rundfunk eingeladen. Im Theater Regensburg erzählte der Sänger den Schauspielern Sebastian Bezzel und Simon Schwarz von seinem beruflichen Werdegang und seiner transkulturellen Biografie. Begleitend zur Fernsehsendung gibt es ein Radio-Interview.

## Wettbewerbe
- Virginia Zeani Voice Competition, Targu Mures, 2017, Finalist
- Hariclea Darclee International Voice Competition, Braila, 2017, Finalist